# Nati il 30 agosto
| Questa pagina contiene informazioni ricavate automaticamente dalle voci biografiche con l'ausilio del template Bio e di un bot. L'aggiornamento è periodico e automatico e ricostruisce completamente la pagina. Se manca una persona in questa lista, sei pregato di non aggiungerla, ma accertati piuttosto che la sua voce biografica contenga il template Bio e che i dati anagrafici siano correttamente compilati. Se il template Bio manca, inseriscilo tu stesso o, in alternativa, metti l'avviso {{tmp\|Bio}} che ne segnala la mancanza. Se i dati riportati sono sbagliati, correggi direttamente la voce biografica; le modifiche saranno visibili in questa lista entro pochi giorni. Per chiarimenti vedi il progetto biografie. La lista contiene solo le 1.044 persone che sono citate nell'enciclopedia e per le quali è stato implementato correttamente il template Bio. Pagina aggiornata al 17 ago 2025. |

## XIV secolo(1)
- 1334 - Pietro I di Castiglia, re spagnolo († 1369)

## XV secolo(1)
- 1401 - Giorgio Sfranze, generale e storico bizantino († 1477)

## XVI secolo(5)
- 1548 - Mary Seymour, nobildonna inglese († 1550)
- 1581 - Tobias Adami, filosofo tedesco († 1643)
- 1582 - Francesco Vitelli, religioso e arcivescovo cattolico italiano († 1646)
- 1589 - Abraham Govaerts, pittore e disegnatore fiammingo († 1626)
- 1599 - Willem Duyster, pittore e disegnatore olandese († 1635)

## XVII secolo(16)
- 1605 - Felice Ficherelli, pittore italiano († 1660)
- 1609 - Artus Quellinus il Vecchio, scultore fiammingo († 1668)
- 1616 - Giovan Battista Nani, ambasciatore e storico italiano († 1678)
- 1617 - Giacinto Serroni, arcivescovo cattolico italiano († 1687)
- 1635 - Pieter Spierinckx, pittore fiammingo († 1711)
- 1636 - Dominique Biancolelli, attore teatrale italiano († 1688)
- 1636 - Libéral Bruant, architetto francese († 1697)
- 1645 - Giuseppe Avanzi, pittore italiano († 1718)
- 1648 - Jean-Baptiste Morvan de Bellegarde, presbitero, scrittore e traduttore francese († 1734)
- 1650 - Ludovico Sabbatini, presbitero italiano († 1724)
- 1657 - Philipp Peter Roos, pittore tedesco († 1706)
- 1673 - Vincenzo Giustiniani, nobile italiano († 1754)
- 1674 - Alberico III Cybo-Malaspina, sovrano italiano († 1715)
- 1684 - Madame de Staal-Delaunay, scrittrice francese († 1750)
- 1689 - Michele Palma, arcivescovo cattolico italiano († 1755)
- 1697 - Henry Flitcroft, architetto inglese († 1769)

## XVIII secolo(39)
- 1705 - David Hartley, psicologo e filosofo britannico († 1757)
- 1707 - Johannes Browallius, teologo, botanico e fisico svedese († 1755)
- 1720 - Francesco Labanchi, ammiraglio italiano († 1770)
- 1727 - Giandomenico Tiepolo, pittore italiano († 1804)
- 1729 - Carlo Paolo Ernesto di Bentheim-Steinfurt, nobile tedesco († 1780)
- 1732 - Elisabetta Federica Sofia di Brandeburgo-Bayreuth, duchessa († 1780)
- 1739 - George Mathews, politico, generale e agente segreto statunitense († 1812)
- 1740 - Agostino Bossi, stuccatore italiano († 1799)
- 1745 - Andrea Comparetti, medico e scienziato italiano († 1801)
- 1745 - Johann Hieronymus Schröter, astronomo tedesco († 1816)
- 1745 - Henri Louis de Rohan, nobile francese († 1809)
- 1746 - Giuseppe Francesco de Varax, generale e politico italiano († 1830)
- 1748 - Jacques-Louis David, pittore e politico francese († 1825)
- 1752 - Abel Bürja, matematico tedesco († 1816)
- 1753 - Auguste Marie Raymond d'Arenberg, generale belga († 1833)
- 1756 - Ludovico di Württemberg, generale († 1817)
- 1758 - Cristóbal Bencomo y Rodríguez, arcivescovo cattolico spagnolo († 1835)
- 1758 - Ettore Veuillet d'Yenne, politico e generale italiano († 1830)
- 1769 - Bonifazio Asioli, compositore italiano († 1832)
- 1769 - Thomas Hope, banchiere olandese († 1831)
- 1770 - Vincenzo Macchi, cardinale italiano († 1860)
- 1772 - Henri de La Rochejaquelein, generale francese († 1794)
- 1773 - Mihály Pollack, architetto austriaco († 1855)
- 1774 - Henri Van Assche, pittore belga († 1841)
- 1775 - Giuseppe Furlanetto, lessicografo, filologo e epigrafista italiano († 1848)
- 1782 - Cristiano del Palatinato-Zweibrücken, nobile e militare tedesco († 1859)
- 1784 - Aleksandr Ivanovič Kutajsov, generale e nobile russo († 1812)
- 1785 - Lin Zexu, politico cinese († 1850)
- 1786 - Carlo Antonio Litta Biumi, geografo italiano († 1858)
- 1790 - Christian Eric Fahlcrantz, scrittore svedese († 1866)
- 1793 - Ignaz von Olfers, naturalista, storico e diplomatico tedesco († 1871)
- 1794 - Stephen Watts Kearny, generale statunitense († 1848)
- 1794 - John Rennie il Giovane, ingegnere britannico († 1874)
- 1795 - Paolo Maria Mondìo, vescovo cattolico italiano († 1857)
- 1795 - Amable Tastu, poetessa, scrittrice e librettista francese († 1885)
- 1796 - Julien-Léopold Boilly, pittore francese († 1874)
- 1797 - Mary Shelley, scrittrice, saggista e filosofa britannica († 1851)
- 1799 - Rosa Taddei, attrice teatrale e poetessa italiana († 1869)
- 1800 - Auguste von Harrach, tedesca († 1873)

## XIX secolo(151)
- 1803 - Jacopo Mazzei, politico e giurista italiano († 1855)
- 1804 - Jacques Raymond Brascassat, pittore francese († 1867)
- 1804 - Aleksander Chodźko, orientalista polacco († 1891)
- 1804 - Maurizio Farina, politico italiano († 1886)
- 1804 - Bendt Lindhardt, politico danese († 1894)
- 1805 - Luigi Manzini, pittore italiano († 1866)
- 1805 - Michael Sars, zoologo e biologo norvegese († 1869)
- 1806 - Friedrich von Lipp, generale tedesco († 1879)
- 1807 - Ernesto Cavallini, clarinettista e compositore italiano († 1874)
- 1808 - Ludovica di Baviera, principessa tedesca († 1892)
- 1810 - Emmanuel d'Alzon, presbitero francese († 1880)
- 1811 - Théophile Gautier, scrittore, poeta e giornalista francese († 1872)
- 1813 - Matilde Carolina di Baviera, principessa tedesca († 1862)
- 1814 - Pierre-Jules Cavelier, scultore francese († 1894)
- 1814 - Horace Maynard, politico statunitense († 1882)
- 1818 - Tommaso Gherardi del Testa, scrittore italiano († 1881)
- 1818 - Federico Manassero, generale italiano († 1877)
- 1819 - Carlo Favetti, politico, scrittore e poeta italiano († 1892)
- 1819 - Giovanni Andrea Gregorini, imprenditore e politico italiano († 1878)
- 1820 - Édouard Gassier, baritono francese († 1872)
- 1820 - Gustave Le Gray, fotografo francese († 1884)
- 1821 - Anita Garibaldi, rivoluzionaria brasiliana († 1849)
- 1827 - Gisela von Arnim, scrittrice tedesca († 1889)
- 1827 - Luigi Francesco Valdrighi, storiografo e musicologo italiano († 1899)
- 1828 - Pierre Tetar van Elven, pittore e incisore olandese († 1908)
- 1828 - Carl Eduard Adolph Gerstaecker, zoologo e entomologo tedesco († 1895)
- 1829 - Joseph-Alfred Serret, matematico e astronomo francese († 1885)
- 1830 - Eduard Kreyßig, ingegnere e architetto tedesco († 1897)
- 1830 - François-Marie-Anatole de Rovérié de Cabrières, cardinale e vescovo cattolico francese († 1921)
- 1834 - Gaetano Blandini, vescovo cattolico italiano († 1898)
- 1836 - Georg August Schweinfurth, botanico e etnologo tedesco († 1925)
- 1837 - Antonio Emo Capodilista, politico e imprenditore italiano († 1912)
- 1837 - Ellen Arthur, filantropa statunitense († 1880)
- 1839 - Charles-Moïse Briquet, imprenditore, storico e filantropo svizzero († 1918)
- 1841 - Maria Oliverio, brigante italiana
- 1842 - Victor Alphonse Duvernoy, compositore e pianista francese († 1907)
- 1842 - Aleksandra Aleksandrovna Romanova, nobile russa († 1849)
- 1843 - Karl Theodor Albrecht, astronomo e geodeta tedesco († 1915)
- 1843 - John Sparks, politico statunitense († 1908)
- 1844 - Gustav Kastropp, poeta e librettista tedesco († 1925)
- 1844 - Friedrich Ratzel, etnologo e geografo tedesco († 1904)
- 1844 - Emily Ruete, principessa tanzaniana († 1924)
- 1844 - Ugo di Sant'Onofrio del Castillo, politico italiano († 1928)
- 1846 - Aleksandr Konstantinovič Solov'ëv, rivoluzionario russo († 1879)
- 1847 - Morton Betts, calciatore inglese († 1914)
- 1847 - Hermann Einstein, imprenditore tedesco († 1902)
- 1848 - Serafino Angelini, vescovo cattolico italiano († 1908)
- 1850 - Eugène Burnand, pittore svizzero († 1921)
- 1850 - Bernardo Reyes, generale e politico messicano († 1913)
- 1850 - Marcelo Hilario del Pilar, rivoluzionario e scrittore filippino († 1896)
- 1851 - William Crary Brownell, critico letterario statunitense († 1928)
- 1852 - Jacobus Henricus van 't Hoff, chimico olandese († 1911)
- 1852 - Julian Alden Weir, pittore statunitense († 1919)
- 1855 - Evelyn De Morgan, pittrice britannica († 1919)
- 1855 - Ramón Lorenzo Falcón, poliziotto, politico e militare argentino († 1909)
- 1855 - Vincenzo Mendaia, magistrato e politico italiano († 1924)
- 1856 - Émile Guépratte, ammiraglio francese († 1939)
- 1856 - Maximilian Mayer, archeologo tedesco († 1939)
- 1856 - Friedrich Rosen, orientalista, diplomatico e politico tedesco († 1935)
- 1856 - Carl David Tolmé Runge, matematico e fisico tedesco († 1927)
- 1860 - Isaak Il'ič Levitan, pittore e docente russo († 1900)
- 1860 - Joe Petrosino, poliziotto italiano († 1909)
- 1861 - Nestor Platonovič Puzyrevskij, ingegnere russo († 1934)
- 1862 - John Brodie, calciatore inglese († 1925)
- 1863 - Camillo Acqua, entomologo italiano († 1933)
- 1863 - Sergej Michajlovič Prokudin-Gorskij, chimico e fotografo russo († 1944)
- 1864 - Rudolf Kjellén, geografo svedese († 1922)
- 1864 - Dudley de Chair, ammiraglio britannico († 1958)
- 1865 - Carlo Giordana, militare italiano († 1916)
- 1866 - Lino Maupas, religioso italiano († 1924)
- 1866 - George Minne, scultore, disegnatore e illustratore belga († 1941)
- 1868 - Armida Parsi-Pettinella, mezzosoprano italiano († 1949)
- 1869 - Georg Graf von Arco, fisico e imprenditore tedesco († 1940)
- 1869 - Bob Morrison, calciatore nordirlandese († 1891)
- 1870 - Bautista Saavedra Mallea, politico boliviano († 1939)
- 1871 - Doppo Kunikida, scrittore e giornalista giapponese († 1908)
- 1871 - Ernest Rutherford, fisico neozelandese († 1937)
- 1872 - Paolo Ubaldi, presbitero italiano († 1934)
- 1873 - Cesidio da Fossa, presbitero italiano († 1900)
- 1874 - Emilie Flöge, stilista austriaca († 1952)
- 1874 - Giuseppe Guidi di Bagno, imprenditore e politico italiano († 1938)
- 1874 - Lou Heim, canottiere statunitense († 1954)
- 1875 - Settimo Bocconi, incisore e museologo italiano († 1959)
- 1875 - Sebastiano Consoli, scrittore, drammaturgo e archeologo italiano († 1956)
- 1876 - Costanzo Ciano, ammiraglio e politico italiano († 1939)
- 1876 - Richard Reginald Goulden, scultore britannico († 1932)
- 1878 - Josip Vilfan, politico sloveno († 1955)
- 1878 - Antonio Torrini, arcivescovo cattolico italiano († 1973)
- 1879 - Georges Gasté, pittore francese († 1910)
- 1879 - Llewelyn Lloyd, pittore italiano († 1949)
- 1879 - Franco Rodolfo Savorgnan, statistico italiano († 1963)
- 1880 - Emanuele Finocchiaro Aprile, politico e ingegnere italiano († 1962)
- 1880 - Lionello Groff, politico italiano († 1970)
- 1880 - Konrad von Preysing Lichtenegg Moos, cardinale e vescovo cattolico tedesco († 1950)
- 1880 - Johann Schwarzer, regista, fotografo e produttore cinematografico austriaco († 1914)
- 1881 - Frank Beresford, pittore britannico († 1967)
- 1881 - John Griffith Wray, regista e sceneggiatore statunitense († 1929)
- 1881 - Giovanni Tarello, politico, avvocato e antifascista italiano († 1951)
- 1883 - Mary Bowes-Lyon, nobildonna britannica († 1961)
- 1883 - Donato Frisia, pittore italiano († 1953)
- 1883 - Theo van Doesburg, pittore, architetto e scrittore olandese († 1931)
- 1884 - Igino Canavari, agronomo e geologo italiano
- 1884 - Heikki Lehmusto, ginnasta finlandese († 1958)
- 1884 - Theodor Svedberg, chimico svedese († 1971)
- 1885 - Lucien Chopard, entomologo francese († 1971)
- 1885 - Nils von Kantzow, ginnasta svedese († 1967)
- 1885 - Aleksandr Gavrilovič Šljapnikov, rivoluzionario e politico russo († 1937)
- 1886 - Mayo D. Hersey, ingegnere e fisico statunitense († 1978)
- 1887 - Kalle Anttila, lottatore finlandese († 1975)
- 1887 - Adam Kuckhoff, scrittore, giornalista e drammaturgo tedesco († 1943)
- 1888 - Ramón Acín, pittore, scrittore e anarchico spagnolo († 1936)
- 1888 - Tokuzō Akiyama, cuoco giapponese († 1974)
- 1888 - Eduardo Ciannelli, attore e baritono italiano († 1969)
- 1888 - Bessie Learn, attrice statunitense († 1987)
- 1889 - Mile Budak, politico e scrittore croato († 1945)
- 1889 - Edwin J. Burke, sceneggiatore e commediografo statunitense († 1944)
- 1889 - Ettore Franceschini, politico italiano († 1960)
- 1889 - Bodil Ipsen, attrice e regista danese († 1964)
- 1889 - Edoardo Malusardi, politico e sindacalista italiano († 1978)
- 1890 - Marcantonio De Beaumont Bonelli, velista italiano
- 1891 - Stefan Fejes, aviatore austro-ungarico
- 1891 - Henry Tandey, militare britannico († 1977)
- 1891 - Herbert Westermark, velista svedese († 1981)
- 1891 - Francesco Giuseppe di Hohenzollern-Emden, principe tedesco († 1964)
- 1891 - Federico Vittorio di Hohenzollern-Sigmaringen, principe († 1965)
- 1893 - Nino Ciccione, calciatore e militare italiano († 1918)
- 1893 - Huey Pierce Long, politico statunitense († 1935)
- 1893 - Svend Ringsted, calciatore danese († 1975)
- 1894 - Chino Ermacora, scrittore italiano († 1957)
- 1894 - Gordon Fuller, allenatore di pallacanestro canadese († 1968)
- 1894 - Max Hodann, medico tedesco († 1946)
- 1894 - Pietro Ivanov, canottiere italiano († 1961)
- 1895 - Giorgio Liuzzi, generale italiano († 1983)
- 1895 - Arthur Rankin, attore statunitense († 1947)
- 1895 - Károly Zsák, calciatore ungherese († 1944)
- 1896 - Raymond Massey, attore canadese († 1983)
- 1896 - Louise Otto, nuotatrice tedesca († 1975)
- 1898 - Shirley Booth, attrice statunitense († 1992)
- 1898 - Kiki Cuyler, giocatore di baseball statunitense († 1950)
- 1898 - Giuseppe Stella, vescovo cattolico italiano († 1989)
- 1898 - Francesco Zane, politico italiano († 1971)
- 1899 - Ray Arcel, allenatore di pugilato statunitense († 1994)
- 1899 - Walter Cerrini, generale italiano († 1971)
- 1899 - George Marion Jr., sceneggiatore statunitense († 1968)
- 1899 - Giampietro Domenico Pellegrini, politico, economista e scrittore italiano († 1970)
- 1900 - Giuseppe Brusasca, avvocato e politico italiano († 1994)
- 1900 - Aldo Cocchia, ammiraglio italiano († 1968)
- 1900 - Vincenzo Costa, politico e generale italiano († 1974)
- 1900 - Valdemar Laursen, calciatore danese († 1989)
- 1900 - Albert Massard, calciatore lussemburghese († 1968)
- 1900 - Zeno Saltini, presbitero italiano († 1981)

## XX secolo(796)
- 1901 - Roy Wilkins, attivista statunitense († 1981)
- 1902 - Leónidas Barletta, scrittore, giornalista e drammaturgo argentino († 1975)
- 1902 - Józef Maria Bocheński, filosofo polacco († 1995)
- 1902 - Alois Carigiet, pittore, disegnatore e scrittore svizzero († 1985)
- 1902 - Paul Massing, sociologo e agente segreto tedesco († 1979)
- 1902 - Eugen Mühlberger, sollevatore tedesco († 1944)
- 1903 - Didrik Christensen, calciatore norvegese († 1974)
- 1903 - Pietro Pavan, cardinale italiano († 1994)
- 1904 - Cesare Alberti, calciatore italiano († 1926)
- 1904 - Delio Cantimori, storico e politico italiano († 1966)
- 1904 - John Eldredge, attore statunitense († 1961)
- 1904 - Albert Olsson, scrittore svedese († 1994)
- 1905 - Eno Bellis, storico, archeologo e scrittore italiano († 1986)
- 1905 - Alejandro Giglio, calciatore argentino
- 1905 - Béla Kovácsy, calciatore ungherese († 1969)
- 1905 - Leo Longanesi, giornalista, scrittore e editore italiano († 1957)
- 1905 - István Nemes, calciatore ungherese († 1966)
- 1905 - Sarah Selby, attrice statunitense († 1980)
- 1906 - Maurice Archambaud, ciclista su strada e pistard francese († 1955)
- 1906 - Joan Blondell, attrice statunitense († 1979)
- 1906 - José González Esplugas, nuotatore spagnolo († 1997)
- 1906 - Olga Taussky-Todd, matematica austriaca († 1995)
- 1907 - Tarzan Cooper, cestista e allenatore di pallacanestro statunitense († 1980)
- 1907 - Leonor Fini, pittrice, scenografa e costumista italiana († 1996)
- 1907 - John Mauchly, inventore e ingegnere statunitense († 1980)
- 1908 - Willie Bryant, cantante e disc jockey statunitense († 1964)
- 1908 - Giulio D'Anna, pittore e editore italiano († 1978)
- 1908 - Riccardo Gizdulich, architetto, militare e partigiano italiano († 1983)
- 1908 - Leda Gloria, attrice italiana († 1997)
- 1908 - Fred MacMurray, attore statunitense († 1991)
- 1908 - Felicissimo Stefano Tinivella, arcivescovo cattolico italiano († 1978)
- 1909 - Audrey Ferris, attrice statunitense († 1990)
- 1909 - Armando Monasterio, politico, partigiano e sindacalista italiano († 1992)
- 1910 - Tigran Gorgiev, compositore di scacchi sovietico († 1976)
- 1910 - Henri Le Saux, monaco cristiano francese († 1973)
- 1910 - Pasquale Meomartini, politico e dirigente sportivo italiano († 1987)
- 1910 - Vincenzo Orlandini, arbitro di calcio italiano († 1961)
- 1910 - Lizardo Rodríguez Nue, calciatore peruviano
- 1911 - Alfredo Bodoira, calciatore e allenatore di calcio italiano († 1989)
- 1911 - Primo Gasbarri, vescovo cattolico italiano († 1989)
- 1911 - Robert Kiesel, velocista statunitense († 1993)
- 1911 - Hermann Stork, tuffatore tedesco († 1962)
- 1911 - Stan Watts, allenatore di pallacanestro statunitense († 2000)
- 1912 - Gianfranco Gazzana Priaroggia, militare italiano († 1943)
- 1912 - Giovanni Gotti, ciclista su strada italiano († 1988)
- 1912 - Ewaryst Łój, cestista polacco († 1973)
- 1912 - Edward Mills Purcell, fisico statunitense († 1997)
- 1912 - Pavol Strauss, medico, filosofo e scrittore slovacco († 1994)
- 1912 - Pasquale Vitiello, pittore italiano († 1962)
- 1912 - Nancy Wake, agente segreto neozelandese († 2011)
- 1912 - Leo J. Wollemborg, giornalista e scrittore italiano († 2000)
- 1913 - Diego Chafer, ciclista su strada spagnolo († 2007)
- 1913 - Hubert Godart, ciclista su strada belga († 1983)
- 1913 - Richard Stone, economista britannico († 1991)
- 1913 - Guido Zuliani, calciatore italiano († 1999)
- 1914 - Quirico Bernacchi, ciclista su strada italiano († 2006)
- 1914 - Julie Bishop, attrice statunitense († 2001)
- 1914 - Jean Bottéro, storico e orientalista francese († 2007)
- 1914 - Piero De Stefanis, calciatore italiano
- 1914 - Paul Gauthier, teologo francese († 2002)
- 1914 - Havis de Giorgio, militare italiano († 1939)
- 1914 - Gigi Panei, alpinista italiano († 1967)
- 1914 - Sydney Wooderson, mezzofondista britannico († 2006)
- 1915 - Bienvenido Granda, cantante cubano († 1983)
- 1915 - Bjørn Ibsen, medico danese († 2007)
- 1915 - Lilian, duchessa di Halland, principessa svedese († 2013)
- 1915 - Robert Strassburg, direttore d'orchestra, compositore e musicologo statunitense († 2003)
- 1916 - Tex Morton, cantante, musicista e attore neozelandese († 1983)
- 1917 - Piermarcello Farinelli, rugbista a 15, allenatore di rugby a 15 e medico italiano († 1988)
- 1917 - Attilio Gallo, calciatore italiano († 1959)
- 1917 - Pop Gates, cestista e allenatore di pallacanestro statunitense († 1999)
- 1917 - Denis Healey, politico inglese († 2015)
- 1917 - Giorgio Mirri, compositore di scacchi italiano († 2007)
- 1917 - Curtis Bill Pepper, giornalista e scrittore statunitense († 2014)
- 1917 - Vladimir Kirillovič Romanov, russo († 1992)
- 1918 - Anita Bärwirth, ginnasta tedesca († 1994)
- 1918 - Bruce Hale, cestista e allenatore di pallacanestro statunitense († 1980)
- 1918 - Ted Williams, giocatore di baseball e allenatore di baseball statunitense († 2002)
- 1919 - Eugenio Bonicco, sciatore alpino italiano († 1987)
- 1919 - Erminio Cartoni, calciatore italiano
- 1919 - Maurice Hilleman, microbiologo statunitense († 2005)
- 1919 - Jiří Orten, poeta cecoslovacco († 1941)
- 1919 - Joachim Rønneberg, militare e partigiano norvegese († 2018)
- 1919 - Wolfgang Wagner, imprenditore e regista teatrale tedesco († 2010)
- 1919 - Kitty Wells, cantante statunitense († 2012)
- 1920 - Giovanni Carandente, critico d'arte e collezionista d'arte italiano († 2009)
- 1920 - Massimiliano Pavan, storico italiano († 1991)
- 1920 - Ali Sabri, politico e militare egiziano († 1991)
- 1921 - Angelo Dundee, allenatore di pugilato statunitense († 2012)
- 1921 - Carlo Alberto Rossi, compositore, editore e produttore discografico italiano († 2010)
- 1922 - Alcide Arnoulet, partigiano italiano († 1944)
- 1922 - J. Duncan M. Derrett, insegnante e giurista britannico († 2012)
- 1922 - Henk Lakeman, ciclista su strada e pistard olandese († 1975)
- 1922 - Regina Resnik, mezzosoprano e soprano statunitense († 2013)
- 1922 - Dario Rossetti, partigiano italiano († 2000)
- 1923 - Joseph Lawson Howze, vescovo cattolico statunitense († 2019)
- 1923 - Giacomo Rondinella, cantante e attore italiano († 2015)
- 1923 - Vic Seixas, tennista statunitense († 2024)
- 1923 - Gerhard Wimberger, compositore, direttore d'orchestra e docente austriaco († 2016)
- 1924 - Carlo Avedano, calciatore italiano
- 1924 - Pietro Bonfiglioli, critico letterario, critico d'arte e critico cinematografico italiano († 2005)
- 1924 - Keith Carter, nuotatore statunitense († 2013)
- 1924 - Kenny Dorham, trombettista, cantante e compositore statunitense († 1972)
- 1924 - Giovanni Margonari, calciatore e allenatore di calcio italiano
- 1924 - Xavier de Montclos, storico francese († 2018)
- 1924 - Alec Motyer, teologo e biblista irlandese († 2016)
- 1926 - Jolanda Dobrilla, italiana († 1944)
- 1926 - Rudi Gutendorf, allenatore di calcio e calciatore tedesco († 2019)
- 1926 - Nereo Manzardo, calciatore italiano († 2020)
- 1926 - José Montagnoli, calciatore argentino († 1994)
- 1926 - Ernie Roth, statunitense († 1983)
- 1927 - Mario Bortolotto, critico musicale italiano († 2017)
- 1927 - Bill Daily, attore statunitense († 2018)
- 1927 - Edoardo Dal Pos, ex calciatore italiano
- 1927 - Margarita Mikaėljan, regista sovietica († 2004)
- 1927 - Giorgio Porreca, scacchista e traduttore italiano († 1988)
- 1928 - Eugenio Bozzello Verole, politico italiano († 2024)
- 1928 - Seymour Chatman, critico letterario e critico cinematografico statunitense († 2015)
- 1928 - Franco Fraticelli, montatore italiano († 2012)
- 1928 - Clelia Laviosa, archeologa e etruscologa italiana († 1999)
- 1929 - François Cheng, scrittore, poeta e traduttore cinese
- 1929 - Doug Gresham, cestista canadese († 2015)
- 1929 - Pavel Stolbov, ginnasta sovietico († 2011)
- 1930 - Ernie Ball, imprenditore e musicista statunitense († 2004)
- 1930 - Warren Buffett, imprenditore, economista e filantropo statunitense
- 1930 - Olimpia Cavalli, attrice italiana († 2012)
- 1930 - Choi Chung-min, allenatore di calcio e calciatore sudcoreano († 1983)
- 1930 - Alessandro Ferrari, calciatore italiano († 2006)
- 1930 - Nikki R. Keddie, orientalista statunitense
- 1930 - Piero Leddi, pittore italiano († 2016)
- 1930 - Paul Poupard, cardinale, arcivescovo cattolico e storico delle religioni francese
- 1930 - Lino Puglisi, baritono e attore italiano († 2012)
- 1930 - Mauro Ramos, calciatore brasiliano († 2002)
- 1930 - Elio Rampinelli, ex calciatore italiano
- 1931 - Jack Swigert, astronauta statunitense († 1982)
- 1931 - Agustín Sánchez, calciatore spagnolo († 2015)
- 1931 - Jōji Yanami, doppiatore giapponese († 2021)
- 1932 - Tonino Canu, cantante italiano († 1992)
- 1932 - Bruce Obomeyoma Onobrakpeya, pittore, scultore e incisore nigeriano
- 1932 - José Parodi, calciatore e allenatore di calcio paraguaiano († 2006)
- 1932 - Geneviève de Fontenay, socialite francese († 2023)
- 1933 - Luis Bacalov, pianista, compositore e direttore d'orchestra argentino († 2017)
- 1933 - Ivan Kušan, scrittore e sceneggiatore croato († 2012)
- 1933 - Cosimo Malacari, calciatore italiano († 2015)
- 1933 - Giovanni Miccoli, storico italiano († 2017)
- 1934 - Anatolij Alekseevič Solonicyn, attore sovietico († 1982)
- 1934 - Diego Wolff, pallanuotista argentino († 2010)
- 1935 - Peter Cartwright, attore sudafricano († 2013)
- 1935 - Sylvia Earle, oceanografa statunitense
- 1935 - Felipe Fernández García, vescovo cattolico spagnolo († 2012)
- 1935 - Bill McCabe, giocatore di football australiano e pallanuotista australiano († 2023)
- 1935 - Gerhard Mitter, pilota automobilistico tedesco († 1969)
- 1935 - John Phillips, cantautore statunitense († 2001)
- 1935 - Anatolij Polosin, allenatore di calcio e calciatore sovietico († 1997)
- 1936 - Mohamed Zain bin Serudin, politico bruneiano
- 1937 - Fausto Pinto da Silva, ex calciatore brasiliano
- 1937 - Bruce McLaren, pilota automobilistico e ingegnere neozelandese († 1970)
- 1937 - Eugenio Rizzolini, calciatore italiano († 2025)
- 1938 - Giancarlo Filini, calciatore italiano († 2024)
- 1938 - Alvaro Gasparini, allenatore di calcio e calciatore italiano († 1979)
- 1938 - Lee Kinsolving, attore statunitense († 1974)
- 1938 - Abel Laudonio, pugile argentino († 2014)
- 1938 - Franco Mulas, pittore italiano († 2023)
- 1939 - Elizabeth Ashley, attrice statunitense
- 1939 - Robert Hoffmann, attore austriaco († 2022)
- 1939 - Ulla Lindkvist, orientista svedese († 2015)
- 1939 - John Peel, giornalista, conduttore radiofonico e disc jockey britannico († 2004)
- 1940 - Ricardo Bauleo, attore argentino († 2014)
- 1940 - Bruce Buck, avvocato e dirigente sportivo statunitense
- 1941 - Ignazio Giunti, pilota automobilistico italiano († 1971)
- 1941 - Ben Jones, attore e politico statunitense
- 1941 - Karin Larsson, nuotatrice svedese († 2019)
- 1941 - Lowell MacDonald, ex hockeista su ghiaccio canadese
- 1942 - Emilio Alessandrini, magistrato italiano († 1979)
- 1942 - Gaia Germani, attrice italiana († 2019)
- 1942 - Judith Moffett, scrittrice statunitense
- 1942 - Sayed Tewfik el-Sayed, ex cestista egiziano
- 1943 - Tal Brody, ex cestista statunitense
- 1943 - Robert Crumb, fumettista statunitense
- 1943 - Colin Dann, scrittore inglese
- 1943 - Altovise Davis, attrice statunitense († 2009)
- 1943 - Ignacio Ramón Ferrín Vázquez, astronomo venezuelano
- 1943 - Vittorio Giacci, critico cinematografico, regista e direttore artistico italiano
- 1943 - John Kani, attore, direttore artistico e sceneggiatore sudafricano
- 1943 - Jean-Claude Killy, dirigente sportivo, ex sciatore alpino e ex pilota automobilistico francese
- 1943 - Bobby Lennox, ex calciatore scozzese
- 1943 - Pier Paolo Maggiora, architetto italiano
- 1943 - Ken McIntyre, cestista statunitense († 2006)
- 1943 - Bill Meyer, cestista statunitense († 2018)
- 1943 - Gianni Quaranta, regista, scenografo e costumista italiano
- 1944 - Sergio Calabrese, giornalista e scrittore italiano
- 1944 - Wolf Roth, attore tedesco
- 1944 - John Surman, musicista britannico
- 1944 - Alex Wyllie, rugbista a 15 e allenatore di rugby a 15 neozelandese († 2025)
- 1945 - Elio Cotena, ex pugile e procuratore sportivo italiano
- 1945 - Alessandro Di Pietro, conduttore televisivo e saggista italiano
- 1945 - Salvatore Ladu, politico italiano († 2017)
- 1945 - Rogelio Ricardo Livieres Plano, vescovo cattolico argentino († 2015)
- 1945 - Walter Rautmann, allenatore di calcio e ex calciatore austriaco
- 1946 - Orazio Bobbio, attore e regista italiano († 2006)
- 1946 - George Bruns, ex cestista e allenatore di pallacanestro statunitense
- 1946 - Anna Maria di Danimarca, principessa danese
- 1946 - Bob Di Luca, ex calciatore italiano
- 1946 - Paolo Diomajuta, giocatore di biliardo italiano
- 1946 - Riccardo Giovanelli, astronomo e fisico italiano († 2022)
- 1946 - Melvin Konner, antropologo statunitense
- 1946 - Peggy Lipton, attrice statunitense († 2019)
- 1946 - Ted McClain, ex cestista statunitense
- 1946 - Dana Rumlerová, ex cestista cecoslovacca
- 1946 - Filippo Scozzari, fumettista, illustratore e grafico italiano
- 1946 - Valerian Sokolov, ex pugile sovietico
- 1946 - Jacques Tardi, fumettista e illustratore francese
- 1946 - Baselios Mar Thoma Paulose II, vescovo cristiano orientale indiano († 2021)
- 1946 - Bonnie Webber, linguista statunitense
- 1947 - Márcio Greyck, cantante, musicista e attore brasiliano
- 1947 - William Ivey Long, costumista statunitense
- 1947 - Billy Keller, ex cestista e allenatore di pallacanestro statunitense
- 1947 - Jon Kolb, ex giocatore di football americano statunitense
- 1947 - Oleksandr Luk"jančenko, politico ucraino
- 1947 - Ali Akbar Mohtashamipur, politico e diplomatico iraniano († 2021)
- 1947 - Adolf Rösti, ex sciatore alpino svizzero
- 1948 - Lewis Black, comico, attore e sceneggiatore statunitense
- 1948 - Marin Dan, ex pallamanista rumeno
- 1948 - Carlo Demetz, ex sciatore alpino italiano
- 1948 - Salvatore Fabrizio, compositore, paroliere e produttore discografico italiano
- 1948 - José Pablo García Castany, calciatore spagnolo († 2022)
- 1948 - Jean-Louis Georgelin, generale francese († 2023)
- 1948 - Arturo Guerrero, ex cestista e allenatore di pallacanestro messicano
- 1948 - Fred Hampton, attivista statunitense († 1969)
- 1948 - Donnacha O'Dea, ex nuotatore e giocatore di poker irlandese
- 1948 - Guy Pardiès, ex rugbista a 15 e allenatore di rugby a 15 francese
- 1948 - Giovanni Salamone, imprenditore italiano († 1991)
- 1948 - Dragoslav Stepanović, allenatore di calcio e ex calciatore jugoslavo
- 1948 - Hansjörg Trachsel, bobbista e politico svizzero
- 1949 - Stuart Agnew, politico britannico
- 1949 - Dave Bustion, ex cestista statunitense
- 1949 - Christopher Collins, doppiatore e attore statunitense († 1994)
- 1949 - Nataša Dekanová, ex cestista cecoslovacca
- 1949 - Guy Delparte, ex hockeista su ghiaccio canadese
- 1949 - Frank Hartmann, ex lottatore tedesco orientale († 2024)
- 1949 - Peter Maffay, cantante, compositore e attore rumeno
- 1949 - Olivier Roy, islamista e politologo francese
- 1949 - Brian Yuzna, sceneggiatore, produttore cinematografico e regista statunitense
- 1950 - Edro Colombini, medico e politico italiano
- 1950 - Antony Gormley, scultore britannico
- 1950 - Khemais Labidi, allenatore di calcio e ex calciatore tunisino
- 1950 - Mike Margulis, calciatore statunitense († 2018)
- 1950 - Micky Moody, chitarrista inglese
- 1950 - Jurij Silov, velocista sovietico († 2018)
- 1951 - Timothy Bottoms, attore e comico statunitense
- 1951 - Danny Clark, ex ciclista su strada e pistard australiano
- 1951 - Joey Crawford, ex arbitro di pallacanestro statunitense
- 1951 - Dana, cantante e politica irlandese
- 1951 - Gediminas Kirkilas, politico lituano († 2024)
- 1951 - Michele Nappi, ex calciatore italiano
- 1951 - Behgjet Pacolli, imprenditore e politico kosovaro
- 1951 - Peter Withe, ex calciatore e allenatore di calcio inglese
- 1951 - Ahmet Üzümcü, diplomatico turco
- 1952 - Simon Bainbridge, compositore e docente britannico († 2021)
- 1952 - Michele Cortelazzo, linguista italiano
- 1952 - Wojciech Fibak, ex tennista polacco
- 1952 - Grim Sleeper, serial killer statunitense († 2020)
- 1952 - Steve Lansdown, imprenditore inglese
- 1952 - Fravia, hacker e ingegnere italiano († 2009)
- 1953 - Mauro Boselli, fumettista e curatore editoriale italiano
- 1953 - María Luisa Carcedo, politica spagnola
- 1953 - Andrew Culver, compositore e programmatore canadese
- 1953 - Orlando Johnson, cantante statunitense
- 1953 - Lech Majewski, regista, scrittore e pittore polacco
- 1953 - Robert Parish, ex cestista e allenatore di pallacanestro statunitense
- 1953 - Fiorenzo Zanella, ex tiratore a segno italiano
- 1954 - Juan Ramón Fernández Robert, ex cestista spagnolo
- 1954 - Francesco Gallucci, economista e saggista italiano
- 1954 - Stefano Giovannoni, designer italiano
- 1954 - Guy Kawasaki, manager, imprenditore e saggista statunitense
- 1954 - Pierpaolo Marino, dirigente sportivo italiano
- 1954 - David Paymer, attore e regista statunitense
- 1954 - Ove Pedersen, dirigente sportivo, allenatore di calcio e ex calciatore danese
- 1954 - Shlomi Shabat, cantante israeliano
- 1954 - Brigitte Totschnig, ex sciatrice alpina austriaca
- 1954 - Norbert José Henri Turini, arcivescovo cattolico francese
- 1955 - Didier Fassin, antropologo e sociologo francese
- 1955 - Uwe Fellensiek, attore tedesco
- 1955 - Don Gardner, ex calciatore giamaicano
- 1955 - Glen Gondrezick, cestista statunitense († 2009)
- 1955 - Butch Johnson, arciere statunitense († 2024)
- 1955 - Hugo Lacava Schell, ex calciatore uruguaiano
- 1955 - Juan Lozano, ex calciatore spagnolo
- 1955 - Jamie Moses, cantante e chitarrista britannico
- 1955 - Marina Perzy, showgirl, attrice e conduttrice televisiva italiana
- 1955 - Marvin Powell, giocatore di football americano statunitense († 2022)
- 1955 - Robert Reid, cestista e allenatore di pallacanestro statunitense († 2024)
- 1955 - Dora Romano, attrice italiana
- 1955 - Helge Schneider, comico, cantante e attore tedesco
- 1955 - Dominique Visse, controtenore francese
- 1955 - Ernesto Vitolo, compositore e polistrumentista italiano
- 1956 - Said Belqola, arbitro di calcio marocchino († 2002)
- 1956 - Christophe Freyss, allenatore di tennis e ex tennista francese
- 1956 - Sergio Giovannone, calciatore e allenatore di calcio italiano († 2019)
- 1956 - Rodney Jones, chitarrista statunitense
- 1956 - Omar Jorge, ex calciatore argentino
- 1956 - Ismaël Lô, cantautore e musicista senegalese
- 1956 - Kelly Moore, scrittrice statunitense
- 1956 - Julian Richings, attore inglese
- 1956 - Alberto Stramaccioni, storico, giornalista e politico italiano
- 1956 - Bernadette Zurbriggen, ex sciatrice alpina svizzera
- 1957 - Gerald Albright, sassofonista e polistrumentista statunitense
- 1957 - Mark Bell, ex giocatore di football americano statunitense
- 1957 - Mike Bell, ex giocatore di football americano statunitense
- 1957 - Carlos Morales Matos, ex cestista e allenatore di pallacanestro portoricano
- 1957 - Manu Tuiasosopo, ex giocatore di football americano statunitense
- 1958 - Augustín Antalík, ex calciatore cecoslovacco
- 1958 - Karen Buck, politica britannica
- 1958 - Jacobus Dreesen, ex giocatore di calcio a 5 belga
- 1958 - Nevio Giuliani, allenatore di pallacanestro italiano
- 1958 - Anna Stepanovna Politkovskaja, giornalista russa († 2006)
- 1958 - Adel Tlatli, allenatore di pallacanestro tunisino
- 1959 - Armin Görtz, ex calciatore tedesco
- 1959 - Roland Grapow, chitarrista tedesco
- 1959 - Saida Gunba, giavellottista sovietica († 2018)
- 1959 - Hamad bin Jassim bin Jaber Al Thani, politico qatariota
- 1959 - Pino Insegno, attore, doppiatore e comico italiano
- 1959 - Emanuele Papi, archeologo italiano
- 1959 - Pierdante Piccioni, medico e scrittore italiano
- 1959 - Mary Gay Scanlon, politica statunitense
- 1959 - Gavino Zucca, scrittore italiano
- 1959 - Muḥammad bin Nāyef Āl Saʿūd, principe, politico e imprenditore saudita
- 1960 - Ramón Carosini, ex giocatore di calcio a 5 paraguaiano
- 1960 - Daniel Elias Garcia, vescovo cattolico statunitense
- 1960 - Gary Gordon, militare statunitense († 1993)
- 1960 - Philippe Jean-Charles Jourdan, vescovo cattolico francese
- 1960 - Guy A. Lepage, attore e comico canadese
- 1960 - Antonino Maggiore, generale italiano
- 1960 - Bako Sahakyan, politico karabakho
- 1960 - Rik Samaey, ex cestista belga
- 1960 - Sha Guoli, ex cestista cinese
- 1960 - Chalino Sánchez, cantautore messicano († 1992)
- 1960 - Thom Tillis, politico statunitense
- 1961 - Steffanie Borges, cantautrice e modella statunitense
- 1961 - Leonel Contreras, ex calciatore cileno
- 1961 - Evgenij Borisovič Kuznecov, ex calciatore sovietico
- 1961 - Brian Mitchell, ex pugile sudafricano
- 1961 - Philippe Olivier, politico francese
- 1961 - Patrik Schumacher, architetto e docente tedesco
- 1961 - Salvatore Todisco, pugile italiano († 1990)
- 1962 - François Delecour, pilota di rally francese
- 1962 - Betty Molteni, ex mezzofondista italiana
- 1962 - Claudio Moscardelli, politico italiano
- 1962 - Elizabeth Popper, tennistavolista venezuelana
- 1962 - Bernard Thompson, ex cestista e allenatore di pallacanestro statunitense
- 1963 - Nathalie Cabrol, astronoma e biologa francese
- 1963 - Michael Chiklis, attore e produttore televisivo statunitense
- 1963 - John King, giornalista e conduttore televisivo statunitense
- 1963 - Phil Mills, copilota di rally britannico
- 1963 - Paul Oakenfold, disc jockey e produttore discografico britannico
- 1963 - Gianluca Pacchiarotti, allenatore di calcio e ex calciatore italiano
- 1963 - Rodolfo Luís Weber, arcivescovo cattolico brasiliano
- 1964 - Elena Carnevali, politica italiana
- 1964 - Mark Rein·Hagen, autore di giochi statunitense
- 1964 - Ziyad Baha' al-Din, economista, giurista e politico egiziano
- 1965 - Oscar Arango, ex schermidore colombiano
- 1965 - Makkox, fumettista, disegnatore e vignettista italiano
- 1965 - Peter Grant, allenatore di calcio e ex calciatore scozzese
- 1965 - Laeta Kalogridis, sceneggiatrice, produttrice cinematografica e produttrice televisiva statunitense
- 1965 - Simon Merrells, attore britannico
- 1965 - Anna Nakagawa, attrice giapponese († 2014)
- 1965 - Massimo Rinaldi, allenatore di sci alpino e dirigente sportivo italiano
- 1966 - Aymen Benabderrahmane, politico algerino
- 1966 - Fabrizio Bressan, giocatore di football americano e allenatore di football americano italiano
- 1966 - Peter Cunnah, cantante britannico
- 1966 - Peter Ho Davies, scrittore britannico
- 1966 - Scott Kannberg, cantautore e chitarrista statunitense
- 1966 - Lee Young-ik, ex calciatore sudcoreano
- 1966 - Michael Michele, attrice statunitense
- 1966 - Michel Pageaud, allenatore di calcio e ex calciatore francese
- 1966 - Teddy Tahu Rhodes, baritono neozelandese
- 1966 - Clivo Righi, ex cestista italiano
- 1966 - Juncal Rivero, modella, conduttrice televisiva e attrice spagnola
- 1967 - Maya Detiège, politica belga
- 1967 - Cōstas Kadīs, politico cipriota
- 1967 - Barbara Kendall, ex velista neozelandese
- 1967 - John Moeti, calciatore sudafricano († 2023)
- 1967 - Mami Nakanishi, attrice giapponese
- 1967 - Vadym Postovoj, ex calciatore e allenatore di calcio ucraino
- 1967 - Claudia Ruggeri, poetessa italiana († 1996)
- 1967 - Frédérique van der Wal, modella, attrice e imprenditrice olandese
- 1968 - Diran Adebayo, scrittore britannico
- 1968 - Sonia Grey, conduttrice televisiva, attrice e showgirl italiana
- 1968 - Jörg Lindemeier, ex nuotatore namibiano
- 1968 - Vladimir Malachov, ex hockeista su ghiaccio sovietico
- 1968 - Pietro Navarra, politico e economista italiano
- 1968 - Luciano Paolucci Bedini, vescovo cattolico italiano
- 1969 - Salvatore Avallone, dirigente sportivo e ex calciatore italiano
- 1969 - Božidar Bandović, allenatore di calcio e ex calciatore montenegrino
- 1969 - Vladimir Jugović, ex calciatore serbo
- 1969 - Dylan Kidd, regista e sceneggiatore statunitense
- 1969 - Kent Osborne, attore statunitense
- 1969 - Angelo Tumminelli, produttore teatrale e imprenditore italiano
- 1970 - Lucia Ahn, pianista e modella sudcoreana
- 1970 - Maria Ahn, violoncellista e modella sudcoreana
- 1970 - Tony Buff, attore pornografico e regista statunitense
- 1970 - Carlo Checchinato, ex rugbista a 15 e dirigente sportivo italiano
- 1970 - Gavino Manca, politico italiano
- 1970 - Innocent Ozurumba, ex calciatore e ex giocatore di calcio a 5 nigeriano
- 1970 - Mario Sciacqua, allenatore di calcio, dirigente sportivo e ex calciatore argentino
- 1970 - Paulo Sousa, allenatore di calcio e ex calciatore portoghese
- 1971 - Simone Erba, ex calciatore italiano
- 1971 - Lars Frederiksen, chitarrista e cantante statunitense
- 1971 - Idalmis Gato, ex pallavolista cubana
- 1971 - Hiroki Hattori, ex calciatore giapponese
- 1971 - Mizuki Kawashita, fumettista giapponese
- 1971 - Ole Klemetsen, pugile norvegese
- 1971 - Marianne Kriel, ex nuotatrice sudafricana
- 1971 - Max Laudadio, conduttore televisivo, conduttore radiofonico e attore teatrale italiano
- 1971 - Michael Lichtenegger, ex sciatore alpino austriaco
- 1971 - Megan McArthur, astronauta e oceanografa statunitense
- 1971 - Zvonko Milojević, ex calciatore serbo
- 1971 - Kasia Nosowska, cantante polacca
- 1971 - Pago, cantante e personaggio televisivo italiano
- 1971 - Evelyn Williamson, triatleta neozelandese
- 1972 - Kaya Brüel, cantante e attrice danese
- 1972 - Cameron Diaz, attrice e ex modella statunitense
- 1972 - Hani Hanjour, terrorista saudita († 2001)
- 1972 - Markus Karlsson, ex calciatore svedese
- 1972 - Christy Lemire, critica cinematografica e personaggio televisivo statunitense
- 1972 - Pavel Nedvěd, dirigente sportivo e ex calciatore ceco
- 1972 - Nicolas Koretzky, attore, sceneggiatore e regista francese
- 1972 - Stephen Silver, disegnatore e character designer inglese
- 1972 - Vegard Strøm, ex calciatore norvegese
- 1972 - Gerhard Urain, ex fondista austriaco
- 1973 - Ana Birchall, politica e avvocato rumena
- 1973 - Claudia Bokel, ex schermitrice tedesca
- 1973 - Guardian Angel, musicista italiano
- 1973 - Ilaria D'Amico, conduttrice televisiva, giornalista e attivista italiana
- 1973 - Alfredo D'Attorre, politico e filosofo italiano
- 1973 - Sophie Dodemont, arciera francese
- 1973 - Kimberley Joseph, attrice canadese
- 1973 - Maino, rapper statunitense
- 1973 - Marco Pettenello, sceneggiatore italiano
- 1973 - Elena Pianta, fumettista italiana
- 1973 - Pablo Sanz, allenatore di calcio, dirigente sportivo e ex calciatore spagnolo
- 1974 - Péter Horváth, ex nuotatore ungherese
- 1974 - Camilla Läckberg, scrittrice svedese
- 1974 - Michael Ohoven, produttore cinematografico tedesco
- 1974 - Matteo Orfini, politico italiano
- 1974 - Ricardo Otxoa, ciclista su strada spagnolo († 2001)
- 1974 - Javier Otxoa, ciclista su strada e paraciclista spagnolo († 2018)
- 1974 - Claudio Pedrazzini, politico italiano
- 1974 - Florin Popescu, ex canoista rumeno
- 1974 - Tabaré Silva, allenatore di calcio e ex calciatore uruguaiano
- 1974 - Kemal Tunçeri, ex cestista turco
- 1975 - Marina Anisina, ex pattinatrice artistica su ghiaccio russa
- 1975 - George Asanidze, ex sollevatore georgiano
- 1975 - Lele Battista, cantautore, polistrumentista e arrangiatore italiano
- 1975 - Anjali Bhimani, attrice e doppiatrice statunitense
- 1975 - Fabrizio Cammarata, allenatore di calcio e ex calciatore italiano
- 1975 - Roberto Carretero, ex tennista spagnolo
- 1975 - Natallja Cylinskaja, ex pistard bielorussa
- 1975 - Bisco Hatori, fumettista giapponese
- 1975 - Radhi Jaïdi, allenatore di calcio e ex calciatore tunisino
- 1975 - Susy Matrisciano, politica italiana
- 1975 - Miguel Mercado, ex calciatore boliviano
- 1975 - Anthony Benedict Modeste, allenatore di calcio e ex calciatore grenadino
- 1975 - Ian Russell, allenatore di calcio e ex calciatore statunitense
- 1976 - Gabriel Aubry, supermodello canadese
- 1976 - Stephen Carr, ex calciatore irlandese
- 1976 - Gianpaolo Castorina, allenatore di calcio e ex calciatore italiano
- 1976 - Cristian Gonzáles, ex calciatore uruguaiano
- 1976 - Aleksandrs Lobaņovs, ex calciatore lettone
- 1976 - Lu Li, ex ginnasta cinese
- 1976 - Stéphane Masala, allenatore di calcio e ex calciatore francese
- 1976 - Sarah-Jane Potts, attrice britannica
- 1976 - Víctor Rivera, allenatore di pallavolo e ex pallavolista portoricano
- 1976 - Chitrangada Singh, ex modella e attrice indiana
- 1976 - Aiša Suljanović, ex cestista bosniaca
- 1976 - Mira Sunnari, cantante finlandese
- 1976 - Wang Jung-hyun, ex calciatore sudcoreano
- 1977 - Shaun Alexander, ex giocatore di football americano statunitense
- 1977 - Marlon Byrd, ex giocatore di baseball statunitense
- 1977 - Raúl Castillo, attore e drammaturgo statunitense
- 1977 - Giacomo Di Girolamo, giornalista e scrittore italiano
- 1977 - Michael Gladis, attore statunitense
- 1977 - Elden Henson, attore statunitense
- 1977 - George Kollias, batterista greco
- 1977 - Kamil Kosowski, ex calciatore polacco
- 1977 - Jens Ludwig, chitarrista tedesco
- 1977 - Digger Okonkwo, ex calciatore nigeriano
- 1977 - Dennis Östlundh, ex calciatore svedese
- 1977 - Alexander Rondón, ex calciatore venezuelano
- 1977 - Félix Sánchez, ex ostacolista e velocista dominicano
- 1977 - Sophie Vercruysse, montatrice belga
- 1977 - Miguel Viterbo, allenatore di hockey su pista e ex hockeista su pista portoghese
- 1978 - Cherie DeVille, attrice pornografica statunitense
- 1978 - Marie Denarnaud, attrice francese
- 1978 - Serkan Erdoğan, allenatore di pallacanestro e ex cestista turco
- 1978 - Gustavo Figueroa, ex calciatore ecuadoriano
- 1978 - Günther Hell, allenatore di hockey su ghiaccio e ex hockeista su ghiaccio italiano
- 1978 - Fərrux İsmayılov, ex calciatore azero
- 1978 - Cliff Lee, ex giocatore di baseball statunitense
- 1978 - Carlotta Lo Greco, attrice italiana
- 1978 - Taufa Neuffer, ex calciatore francese
- 1978 - Richard O'Connor, ex calciatore anguillano
- 1978 - Maksim Shatskix, allenatore di calcio e ex calciatore uzbeko
- 1978 - Rosa Silverio, poetessa, scrittrice e giornalista dominicana
- 1978 - Craig Smith, rugbista a 15 scozzese
- 1978 - Svetoslav Todorov, allenatore di calcio e ex calciatore bulgaro
- 1978 - Leonel Vielma, ex calciatore venezuelano
- 1978 - Adalto, ex calciatore brasiliano
- 1979 - Manuel Baum, allenatore di calcio e ex calciatore tedesco
- 1979 - Marco Büchel, ex calciatore liechtensteinese
- 1979 - Santiago Cafiero, politico argentino
- 1979 - Juan Ignacio Chela, allenatore di tennis e ex tennista argentino
- 1979 - Julija Fomenko, ex mezzofondista russa
- 1979 - Camilla Gallo, doppiatrice italiana
- 1979 - Barb Honchak, artista marziale misto statunitense
- 1979 - Marin Ireland, attrice statunitense
- 1979 - Jang Ji-won, ex taekwondoka sudcoreana
- 1979 - Sergio Mora Sánchez, allenatore di calcio e ex calciatore spagnolo
- 1979 - Rodrigo Naranjo, ex calciatore cileno
- 1979 - Othon & Tomasini, compositore e pianista greca
- 1979 - Jevhen Pichkur, ex calciatore ucraino
- 1979 - Riccardo Trevisani, giornalista, conduttore televisivo e telecronista sportivo italiano
- 1979 - Wang Xiao, calciatore cinese
- 1980 - Vincenzo Caso, politico italiano
- 1980 - Angel Coulby, attrice britannica
- 1980 - Periklīs Dorkofikīs, ex cestista greco
- 1980 - Jajo, musicista, compositore e produttore discografico italiano
- 1980 - Lucky Idahor, ex calciatore nigeriano
- 1980 - Christophe Olol, ex calciatore francese
- 1980 - Marcelo Tavares, ex calciatore brasiliano
- 1980 - Germano Vailati, ex calciatore svizzero
- 1981 - Grégory Béranger, ex calciatore francese
- 1981 - Simone Crisari, doppiatore italiano
- 1981 - Ben Dewar, ex cestista statunitense
- 1981 - Diodato, cantautore italiano
- 1981 - Brian Greene, ex cestista statunitense
- 1981 - Georg Harding, allenatore di calcio, dirigente sportivo e ex calciatore austriaco
- 1981 - Anaysi Hernández, judoka cubana
- 1981 - Trésor Kandol, ex calciatore della Repubblica Democratica del Congo
- 1981 - Tomasz Majewski, ex pesista polacco
- 1981 - Veniamin Mandrykin, calciatore russo († 2023)
- 1981 - Giulia Momoli, giocatrice di beach volley e pallavolista italiana
- 1981 - Édgar Moreno, ex cestista colombiano
- 1981 - André Niklaus, multiplista tedesco
- 1981 - Amanda Overland, ex pattinatrice di short track canadese
- 1981 - Franklin Salas, ex calciatore ecuadoriano
- 1981 - Mohamed Sobhy, calciatore egiziano
- 1981 - Riste Stefanov, ex cestista macedone
- 1981 - Adam Wainwright, giocatore di baseball statunitense
- 1981 - Monsef Zerka, ex calciatore marocchino
- 1982 - Atsushi Abe, nuotatore artistico giapponese
- 1982 - Samuel Camazzola, ex calciatore brasiliano
- 1982 - Alina Alexandra Dumitru, judoka rumena
- 1982 - Bianka Lamade, ex tennista tedesca
- 1982 - Rocco Pietrantonio, ex modello e personaggio televisivo italiano
- 1982 - Vukašin Poleksić, ex calciatore montenegrino
- 1982 - Andy Roddick, ex tennista statunitense
- 1982 - Lisa Seiffert, modella australiana
- 1982 - John Steffensen, ex velocista australiano
- 1982 - Madoka Yonezawa, doppiatrice giapponese
- 1983 - Kris Commons, ex calciatore inglese
- 1983 - Juan Culio, ex calciatore argentino
- 1983 - Aldin Ðidić, ex calciatore bosniaco
- 1983 - Gustavo Eberto, calciatore argentino († 2007)
- 1983 - Mike Ekstrom, ex giocatore di baseball statunitense
- 1983 - Michele Graglia, ultramaratoneta italiano
- 1983 - Michael Grant Terry, attore statunitense
- 1983 - Naoto, attore e cantante giapponese
- 1983 - Caleb Konley, wrestler statunitense
- 1983 - Jonne Aaron, cantante finlandese
- 1983 - Succès Masra, economista e politico ciadiano
- 1983 - Jun Matsumoto, attore e cantante giapponese
- 1983 - Jim Miller, artista marziale misto statunitense
- 1983 - Mehdi Mostefa, ex calciatore algerino
- 1983 - Simone Pepe, procuratore sportivo e ex calciatore italiano
- 1983 - Andy Schmid, ex pallamanista e allenatore di pallamano svizzero
- 1983 - Jana Lota, cantante ceca
- 1983 - Rafael Teixeira, allenatore di calcio a 5 e ex giocatore di calcio a 5 brasiliano
- 1984 - Diego Cervantes, ex calciatore messicano
- 1984 - Filipe da Costa, ex calciatore portoghese
- 1984 - Giuseppe De Maria, ex ciclista su strada italiano
- 1984 - Yampier Hernández, pugile cubano
- 1984 - Trey Johnson, ex cestista e allenatore di pallacanestro statunitense
- 1984 - Lovel Palmer, calciatore giamaicano
- 1984 - Trevor Scott, giocatore di football americano statunitense
- 1984 - Joe Staley, ex giocatore di football americano statunitense
- 1984 - Diane Valkenburg, pattinatrice di velocità su ghiaccio olandese
- 1984 - Steven Wright, giocatore di baseball statunitense
- 1985 - Czar Amonsot, pugile filippino
- 1985 - Tianna Bartoletta, lunghista e velocista statunitense
- 1985 - Duane Brown, giocatore di football americano statunitense
- 1985 - Federico Canuti, ex ciclista su strada italiano
- 1985 - Anna Dalton, attrice e scrittrice italiana
- 1985 - Liza del Sierra, attrice pornografica francese
- 1985 - Richard Duffy, ex calciatore gallese
- 1985 - Verónica Gómez, pallavolista venezuelana († 2012)
- 1985 - Joe Inoue, cantante giapponese
- 1985 - Lawrence Jackson, giocatore di football americano statunitense
- 1985 - Leisel Jones, ex nuotatrice australiana
- 1985 - Roberto Lago, ex calciatore spagnolo
- 1985 - Ehsan Lashgari, lottatore iraniano
- 1985 - Freddy Mombongo-Dues, ex calciatore congolese (Repubblica Democratica del Congo)
- 1985 - Éva Risztov, ex nuotatrice ungherese
- 1985 - Steven Smith, ex calciatore scozzese
- 1985 - Eamon Sullivan, ex nuotatore australiano
- 1985 - Anna Ušenina, scacchista ucraina
- 1985 - Bruno Vieira, ex calciatore brasiliano
- 1985 - Nastja Zadorožnaja, attrice e cantante russa
- 1986 - Ali Abbas Al-Hilfi, ex calciatore iracheno
- 1986 - Rahmane Barry, ex calciatore senegalese
- 1986 - Jade Boho, ex calciatrice spagnola
- 1986 - Wanida Boonwan, altista thailandese
- 1986 - Giovanni Currò, politico italiano
- 1986 - Paul Delaney, cestista statunitense
- 1986 - Kinley Dorji, calciatore bhutanese
- 1986 - Sebastián Leto, ex calciatore argentino
- 1986 - Inés Melchor, maratoneta e mezzofondista peruviana
- 1986 - Manami Nakano, calciatrice giapponese
- 1986 - Rajiv Ouseph, giocatore di badminton britannico
- 1986 - Justin Peters, hockeista su ghiaccio canadese
- 1986 - Ryan Ross, cantante, chitarrista e compositore statunitense
- 1986 - Rachele Silvestri, politica italiana
- 1986 - Aldo Simoncini, calciatore sammarinese
- 1986 - Davide Simoncini, calciatore sammarinese
- 1986 - Kenta Tanno, calciatore giapponese
- 1986 - Nico Vivarelli, pilota motociclistico italiano
- 1986 - Gary Yeo, ex velocista singaporiano
- 1987 - Mohammad Al-Dmeiri, ex calciatore giordano
- 1987 - Amelia Andersdotter, politica svedese
- 1987 - Augusto Pereira Loureiro, ex calciatore portoghese
- 1987 - Johanna Braddy, attrice statunitense
- 1987 - Adem Büyük, ex calciatore turco
- 1987 - Emmanuel Clottey, ex calciatore ghanese
- 1987 - Boy Deul, ex calciatore olandese
- 1987 - Jeremy Dodson, velocista statunitense
- 1987 - Cameron Finley, attore statunitense
- 1987 - Jenny Jonsson, biatleta svedese
- 1987 - Roy Krishna, calciatore e giocatore di calcio a 5 figiano
- 1987 - Richard Oruche, ex cestista statunitense
- 1987 - Giacomo Slemer, informatico italiano († 2012)
- 1987 - Nenad Tomović, calciatore serbo
- 1987 - Tuomo Turunen, ex calciatore finlandese
- 1987 - Xu Lijia, velista cinese
- 1988 - Víctor Claver, ex cestista spagnolo
- 1988 - Alex Corbisiero, rugbista a 15 inglese
- 1988 - Tyler Deric, calciatore statunitense
- 1988 - Igor Djurić, ex calciatore svizzero
- 1988 - Ernests Gulbis, ex tennista lettone
- 1988 - Mario Harte, calciatore barbadiano
- 1988 - Robert Lester, giocatore di football americano statunitense
- 1988 - Miguel Mínguez, ex ciclista su strada spagnolo
- 1988 - Andrea Morassi, ex saltatore con gli sci italiano
- 1988 - Tim Ohlbrecht, ex cestista tedesco
- 1988 - Laura Põldvere, cantante estone
- 1988 - Mike Seamon, ex calciatore statunitense
- 1988 - Marko Stamm, pallanuotista tedesco
- 1988 - Pavel Taku, ex giocatore di calcio a 5 kazako
- 1988 - Tichon Žiznevskij, attore russo
- 1989 - Bohdan Bondarenko, altista ucraino
- 1989 - Ibréhima Coulibaly, calciatore francese
- 1989 - Sabina Foisor, scacchista rumena
- 1989 - Simone Guerra, calciatore italiano
- 1989 - Justin Harper, cestista statunitense
- 1989 - Ronald Huth, ex calciatore paraguaiano
- 1989 - Christopher Hörl, sciatore alpino austriaco
- 1989 - Roberto Marcora, ex tennista italiano
- 1989 - Sergio Muñoz, ginnasta spagnolo
- 1989 - Patrick Nasti, siepista e mezzofondista italiano
- 1989 - Aljaksej Ramanovič, schermidore bielorusso
- 1989 - Bebe Rexha, cantante e compositrice statunitense
- 1989 - Billy Joe Saunders, ex pugile britannico
- 1989 - Talocha, calciatore portoghese
- 1989 - Alba Torrens, cestista spagnola
- 1990 - Ramon Cecchini, calciatore svizzero
- 1990 - Luu Thi Diem Huong, modella vietnamita
- 1990 - Omar Eddahri, ex calciatore svedese
- 1990 - Franck Etoundi, calciatore camerunese
- 1990 - Lucas Fischer, ginnasta, ballerino e cantante svizzero
- 1990 - Brandon Garrett, cestista statunitense
- 1990 - Rossella Gregorio, schermitrice italiana
- 1990 - Julia Jacklin, cantautrice australiana
- 1990 - Jessica Hélène Mattoni, ginnasta italiana
- 1990 - Aaron Muirhead, calciatore scozzese
- 1990 - Juan Muñoz, hockeista su ghiaccio spagnolo
- 1990 - Rhiannon Roberts, calciatrice inglese
- 1990 - Marion Stoltz, schermitrice francese
- 1990 - Björn Werner, ex giocatore di football americano tedesco
- 1990 - Marie Yanaka, modella giapponese
- 1991 - Veronica Becci, calciatrice e giocatrice di calcio a 5 italiana
- 1991 - Jacqueline Cako, tennista statunitense
- 1991 - Liam Cooper, calciatore inglese
- 1991 - Sam Dorman, tuffatore statunitense
- 1991 - Merdan Gurbanow, calciatore turkmeno
- 1991 - Irvin Herrera, calciatore salvadoregno
- 1991 - Jack Mewhort, giocatore di football americano statunitense
- 1991 - Fərid Məmmədov, cantante azero
- 1991 - Gaia Weiss, modella e attrice francese
- 1991 - Mateus da Silva, calciatore brasiliano
- 1991 - Evgenij Šljakov, calciatore russo
- 1992 - Olivia Bouffard-Nesbitt, fondista canadese
- 1992 - Deone Bucannon, giocatore di football americano statunitense
- 1992 - Jessica Henwick, attrice britannica
- 1992 - Kamal Issah, calciatore ghanese
- 1992 - Lukas Kübler, calciatore tedesco
- 1992 - Argjend Mustafa, calciatore kosovaro
- 1992 - Artёm Popov, calciatore russo
- 1992 - Matías Presentado, calciatore argentino
- 1992 - Lorenzo Saccaggi, cestista italiano
- 1992 - Tchê Tchê, calciatore brasiliano
- 1993 - Melvin Adrien, calciatore francese
- 1993 - Miguel Aguilar, ex calciatore messicano
- 1993 - Paco Alcácer, calciatore spagnolo
- 1993 - Simone Andreetta, ex ciclista su strada italiano
- 1993 - Byron Bonilla, calciatore nicaraguense
- 1993 - Roberto Cid Subervi, tennista dominicano
- 1993 - Carlos Cisneros, calciatore messicano
- 1993 - Melissa Courtney-Bryant, mezzofondista britannica
- 1993 - Aleksej Denisenko, taekwondoka russo
- 1993 - Jadson, calciatore brasiliano
- 1993 - Saša Jovanović, ex calciatore serbo
- 1993 - Dorian Kërçiku, ex calciatore albanese
- 1993 - Yves Prigent, canoista francese
- 1993 - Facundo Rodríguez, calciatore uruguaiano
- 1993 - Eri Tōsaka, lottatrice giapponese
- 1994 - Tommaso Augello, calciatore italiano
- 1994 - Obren Cvijanović, calciatore bosniaco
- 1994 - Jenny Danielsson, calciatrice finlandese
- 1994 - J.C. Fuller, cestista statunitense
- 1994 - Jacques Haman, calciatore camerunese
- 1994 - Kwon So-hyun, cantante sudcoreana
- 1994 - Mateus Lucena dos Santos, calciatore brasiliano († 2016)
- 1994 - Luka Mijoković, ex calciatore croato
- 1994 - Zoja Ovsij, atleta paralimpica e ex canoista ucraina
- 1994 - Daniel Sanders, pilota motociclistico australiano
- 1994 - Giulia Scaramuzza, ex cestista italiana
- 1994 - Sara Tosetto, calciatrice italiana
- 1994 - Marta Varriale, calciatrice italiana
- 1995 - Andrea Agrusti, marciatore italiano
- 1995 - Dwayne Bacon, cestista statunitense
- 1995 - Douglas Jardel, calciatore brasiliano
- 1995 - Sophie Brunner, ex cestista statunitense
- 1995 - Chen Dequan, pattinatore di short track cinese
- 1995 - Sofia Ennaoui, mezzofondista polacca
- 1996 - Gabriel Barbosa, calciatore brasiliano
- 1996 - Nicolò Baron, giocatore di calcio a 5 italiano
- 1996 - Yves Bissouma, calciatore maliano
- 1996 - Mikal Bridges, cestista statunitense
- 1996 - Alex Brown, giocatore di football americano statunitense
- 1996 - Aaron Carver, cestista statunitense
- 1996 - Alimami Gory, calciatore francese
- 1996 - Mohamed Magdi Hamza, pesista egiziano
- 1996 - Trevor Jackson, attore, cantante e ballerino statunitense
- 1996 - Olžas Klimin, fondista kazako
- 1996 - Carolina Kopelioff, attrice e modella argentina
- 1996 - Kō Matsubara, calciatore giapponese
- 1996 - Aleksa Novaković, cestista serbo
- 1996 - Fredrik Pallesen Knudsen, calciatore norvegese
- 1996 - Vladyslav Pryjmak, calciatore ucraino
- 1996 - Murat Şatin, calciatore austriaco
- 1996 - Dylan Tavares, calciatore svizzero
- 1996 - Yang Shuqing, marciatrice cinese
- 1997 - Dael Fry, calciatore inglese
- 1997 - Dana Gaier, attrice e doppiatrice statunitense
- 1997 - Hannibal Gaskin, nuotatore guyanese
- 1997 - Nathaniel Gleed, attore britannico
- 1997 - Courtney Hoffos, sciatrice freestyle canadese
- 1997 - DaQuan Jeffries, cestista statunitense
- 1997 - Tobias Lauritsen, calciatore norvegese
- 1997 - Omar Moussa, calciatore burundese
- 1997 - Alfa Semedo, calciatore guineense
- 1998 - Charles Boli, calciatore francese
- 1998 - Nate Darling, cestista canadese
- 1998 - Alex Dobre, calciatore rumeno
- 1998 - Marius Marin, calciatore rumeno
- 1998 - Santiago Merlo, ex calciatore uruguaiano
- 1998 - Aljaž Ploj, calciatore sloveno
- 1998 - Mihai Velisar, calciatore rumeno
- 1998 - Uzi, rapper turco
- 1999 - Álex Centelles, calciatore spagnolo
- 1999 - Aaron Henry, cestista statunitense
- 1999 - Juri Hollmann, ciclista su strada tedesco
- 1999 - Mai Hontama, tennista giapponese
- 1999 - Rio Mitcham, velocista britannico
- 1999 - Daniel Rochna, pistard polacco
- 1999 - Nathan Tompsett, giocatore di football americano svizzero
- 1999 - Aleksa Uskoković, cestista serbo
- 1999 - Davinia Vanmechelen, calciatrice belga
- 1999 - Alexandra Walz, sciatrice alpina svizzera
- 2000 - Jamaree Caldwell, giocatore di football americano statunitense
- 2000 - Trevor Keegan, giocatore di football americano statunitense
- 2000 - Bruno Liuzzi, calciatore argentino
- 2000 - John Nwankwo, calciatore spagnolo
- 2000 - Anthony Roncaglia, calciatore francese
- 2000 - James Scott, calciatore scozzese
- 2000 - Filip Stuparević, calciatore serbo
- 2000 - Vince Williams, cestista statunitense

## XXI secolo(34)
- 2001 - Emily Bear, pianista statunitense
- 2001 - Tank Bigsby, giocatore di football americano statunitense
- 2001 - Olivia Clark, calciatrice gallese
- 2001 - Chinonso Emeka, calciatore nigeriano
- 2001 - Sean Ryan Fox, attore e doppiatore statunitense
- 2001 - Tsot'ne K'ap'anadze, calciatore georgiano
- 2001 - Luc Kroon, nuotatore olandese
- 2001 - Carmen Marcu, calciatrice rumena
- 2001 - Sainey Njie, calciatore gambiano
- 2001 - Ibrahim Salah, calciatore belga
- 2001 - Matouš Tůma, pentatleta ceco
- 2002 - Fábio Carvalho, calciatore portoghese
- 2002 - Paige Jones, saltatrice con gli sci statunitense
- 2002 - Drake Maye, giocatore di football americano statunitense
- 2002 - Caitlin McGuinness, calciatrice nordirlandese
- 2002 - Sandry, calciatore brasiliano
- 2003 - Nicolò Demiliani, canottiere italiano
- 2003 - Spencer Drever, attore canadese
- 2003 - Yasmin Finney, attrice britannica
- 2003 - Philipp Gassner, calciatore liechtensteinese
- 2003 - Santiago Homenchenko, calciatore uruguaiano
- 2003 - Matĕj Jurasék, calciatore ceco
- 2003 - Alessandro Romele, ciclista su strada italiano
- 2004 - Alexandre Duchaine, sciatore freestyle canadese
- 2004 - Ramiro Árciga, calciatore messicano
- 2005 - Mariam Ahmed, nuotatrice artistica egiziana
- 2005 - Milan Aleksić, calciatore serbo
- 2005 - Elena Pridankina, tennista russa
- 2005 - Carlos Richards, calciatore gibilterriano
- 2005 - Alberto Risco, calciatore spagnolo
- 2006 - Sondre Granaas, calciatore norvegese
- 2007 - Momiji Nishiya, skater giapponese
- 2007 - Kuzey Tunçelli, nuotatore turco
- 2008 - Djylian N'Guessan, calciatore francese

## Senza anno specificato(1)
- Chika Umino, fumettista giapponese